# リアルタイムバトル将棋
『リアルタイムバトル将棋』（リアルタイムバトルしょうぎ）は、2019年3月14日にシルバースタージャパンよりダウンロード販売専用ソフトとして配信された将棋風リアルタイムストラテジー(公式のゲームジャンルは「早いもの勝ち将棋」)。略称はRTB将棋。

## 概要
通常の将棋(本将棋)と同様に将棋盤と将棋駒を使うが、最大の違いは本将棋が先手と後手が交互に指すが、リアルタイムバトル将棋ではターン制ではなく、双方が好きなだけ指す事ができる。ただし、一度動かした駒は「クールタイム」が経過するまで動かせない。
詰みは存在せず、相手の玉将（王将）を取れば勝ちとなる。

## ルール

### 本将棋と同じ部分
- 将棋盤と駒
- 駒の動き
- 持ち駒
- 二歩

### 本将棋と異なる部分
- 交互に指さない(先手後手の区別がない)。
- 王手されても必ず解消しなくてもよい。
- 詰みはない。打ち歩詰めも存在しない。
- 対局前に設定した制限時間内にどちらの王も取られていなければ、制限時間終了時点での駒による点数の多いほうが勝ち。
  - 点数は本将棋の持将棋とは異なる。

#### クールタイム、判定点
一度動かした駒にはクールタイムと呼ばれる待ち時間が存在する。
クールタイムの秒数は駒の種類で異なる。成駒は全ての駒が6秒(成った直後は成る前の駒のクールタイムが適用される)。
制限時間終了の際、判定にそれぞれの持っている駒(盤上、持ち駒両方)に応じて得点が算出される。成駒の判定点は成る前の駒と同じ。
| 駒     | クールタイム(秒) | 判定点 |
| ------ | ---------------- | ------ |
| 歩     | 3                | 1      |
| 香車   | 4                | 2      |
| 桂馬   | 4                | 2      |
| 銀     | 6                | 2      |
| 金     | 6                | 2      |
| 角     | 6                | 3      |
| 飛車   | 6                | 3      |
| 玉、王 | 3                | -      |

## イベント
発売元のシルバースタージャパンによる公式、非公式を含め、大会が行なわれている。
また、フジテレビONEの「いいすぽ!」でも2019年7月13日、2020年8月1日、2021年5月1日の3度大会が行われた。

## リアルタイムバトル将棋オンライン
2020年1月にNintendo Switch用としてオンライン対戦機能を追加した『リアルタイムバトル将棋オンライン』が配信開始。
2020年11月5日には、『銀星将棋 強天怒闘風雷神』をバンドルしたパッケージ版が発売された。